# 南アフリカ航空
南アフリカ航空（みなみアフリカこうくう、英語: South African Airways、アフリカーンス語: Suid-Afrikaanse Lugdiens、略称：SAA/SAL）は、南アフリカ共和国の航空会社で、同国のフラッグ・キャリアでもある。

## 概要

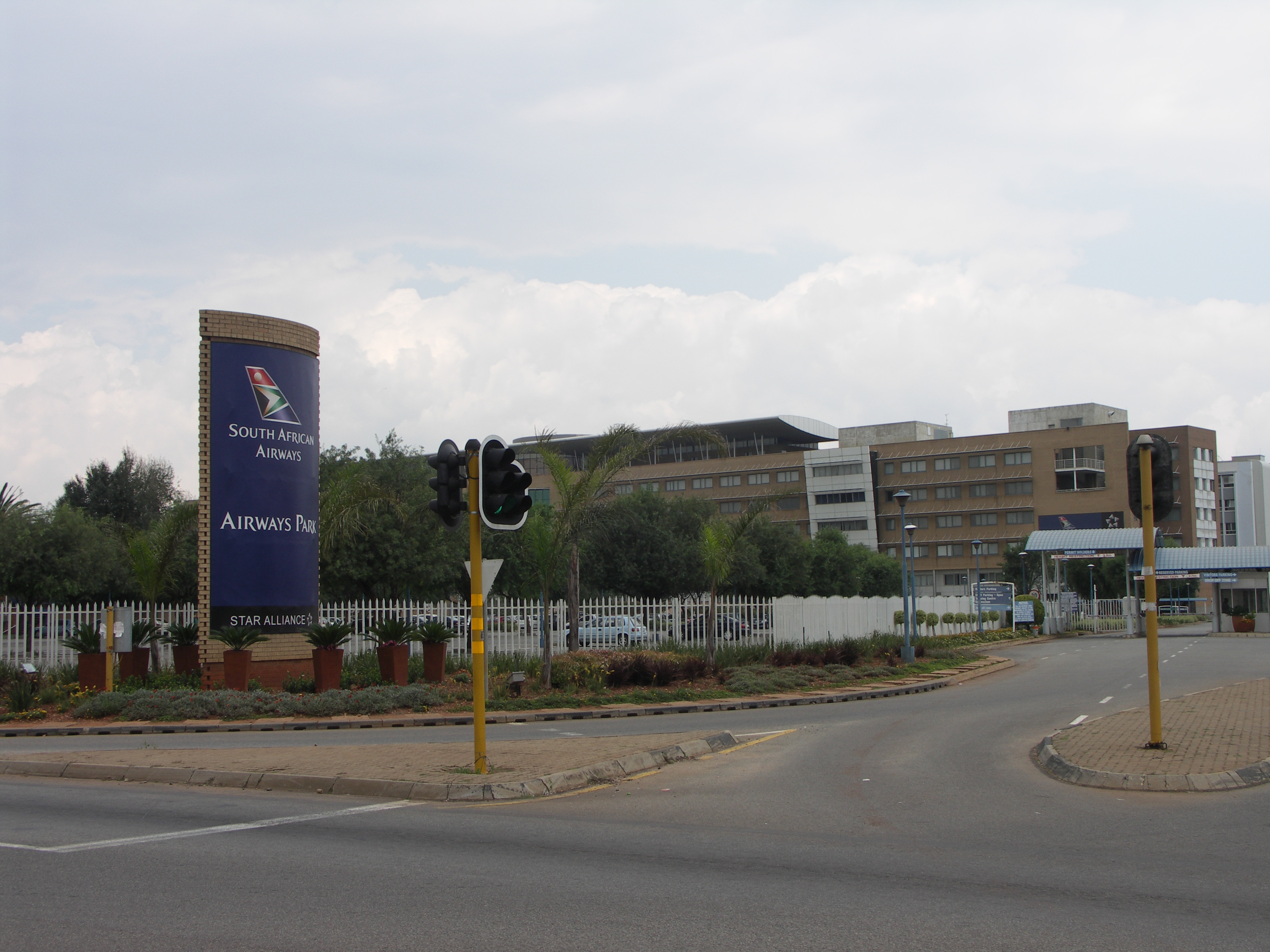
Airways Park、南アフリカ航空の本社

アフリカの航空会社で、かつアフリカで最も古い歴史を誇る航空会社でもある。拠点空港は南アフリカのヨハネスブルグにあるO・R・タンボ国際空港である。スターアライアンスの加盟航空会社で、独自のマイレージプログラム「ボイジャー」を運営している。
O・R・タンボ国際空港やケープタウン国際空港（ケープタウン）から、アフリカ周辺諸国及びヨーロッパ、アジア、オセアニア、南アメリカ、北アメリカの主要都市へと運航されている。歴史的に南アフリカから英連邦諸国との路線が多くアパルトヘイト政策もありアフリカ諸国ヘの乗り入れは政策廃止まで殆ど無い状況で長距離運航可能な機種選定をしていて長距離路線の運航機材は1970年代からETOPS制限を受けにくいボーイング747シリーズが主力であったが、2008年6月までに全機退役し、現在ではエアバスA340シリーズへ切り替えられている。
航空券の座席予約システム（CRS）は、アマデウスITグループが運営するアマデウスを利用している。

## 歴史

### 設立
1934年2月に南アフリカ政府がユニオン・エアウェイズを買収し、南アフリカ航空と改名したことによって設立された。1930年代から1940年代においては、その多くが英国などのヨーロッパ諸国の植民地であったアフリカ各地への運航のみを行っていた。当時はユンカースJu-86などのドイツ機と、エアスピード・エンボイなどの英国機を主に使用していた。

### 拡張
第二次世界大戦後は、アブロ・ヨークを使用してヨーロッパ線を開設したほか、アメリカ製のダグラス DC-4Bなどの大型プロペラ機を導入した。
1957年には英国海外航空からリースしたデ・ハビランド DH.106 コメットでオーストラリア線を開設したほか、リオ・デ・ジャネイロ経由でのニューヨーク線を開設した。

### アパルトヘイト政策の影響
しかし、南アフリカ政府が悪名高いアパルトヘイト（人種隔離政策）政策をとっていたことから、1950年代から1960年代にかけて相次いで独立を果たした他のアフリカ諸国は、南アフリカ航空の領空通過を相次いで拒否。そのために、アフリカ諸国の領空を通るのが最短ルートであるヨーロッパ線はアフリカ諸国の領空を通過不可能であったことから、やむなく大西洋上に出てアフリカ大陸を迂回する遠回りのルートで運航されていた。
また、同じ理由から国際線はアフリカ大陸内の近隣諸国への路線がほぼ皆無で、英国やオーストラリア、シンガポールなどの英連邦諸国の他は、イスラエルや台湾やブラジル、アルゼンチンなどの、政治上の理由で南アフリカとの友好関係を維持し、南アフリカ航空機の乗り入れを認めていた国への長距離路線が中心だった。
さらに1964年には、南アフリカ政府は国際民間航空機関(ICAO)から脱退し、その国際的孤立がさらに進んでいった。
このような長距離路線はその後導入されたボーイング707によって運航され、一部はカーボベルデ共和国やモーリシャスなどの、南アフリカと友好関係を持っていた数少ないアフリカ周辺諸国の空港を経由またはテクニカルランディングして運航されていた。
1970年代の後半に入ると、長距離路線用に製造されたボーイング747-SPで運航されるようになった。この便は、ヨーロッパ各国とヨハネスブルグを大西洋ルートで結ぶ便に使用された。また、1980年代前半には、ボーイング747-SPと同程度の航続距離を持つボーイング747-200/300コンビが導入され、アメリカ線や台湾線に導入された。しかし、1986年には国連による南アフリカ制裁の強化によりアメリカやオーストラリアへの運航ができなくなり、同年11月にニューヨーク線の運航が停止された。また、アパルトヘイト政策に反発する勢力により、国内外の南アフリカ航空の支店が度々放火された。

### アパルトヘイト政策の撤廃後
その後、1980年代終盤に南アフリカ政府がアパルトヘイト政策の撤廃を表明し、アフリカ諸国が上空通過と路線の開設を許可したため、ヨーロッパ線の所要時間が大幅に短縮された。1994年には全人種参加の普通選挙により黒人のネルソン・マンデラを大統領とした新政権が発足し、アパルトヘイト政策が完全に撤廃され、国際社会への復帰を果たした南アフリカは同年にアフリカ統一機構(OAU)にも加盟し、南アフリカ航空もアフリカ諸国への路線を開設できるようになった。
また、就航を禁止していた複数のヨーロッパ諸国も乗り入れを解禁したことから、飛躍的にその就航地を増やし、ニューヨーク線も再就航した。同時に各国の航空会社とのコードシェア便も開始された。
その後1997年3月には新国旗の色を元にした尾翼と白地に「SOUTH AFRICAN」のロゴをあしらった新塗装が導入された。スターボードのアフリカーンス語の表記を廃止して、国内線の機内ではズールー語やソト語でのアナウンスも開始された。また、2004年には南アフリカがICAOに復帰し、2006年には同社が世界最大の航空会社連合である「スターアライアンス」に加盟した。
しかし数十年間経営不振が続いたことで2019年4月に会社更生法下に置かれ事実上倒産、経営再建への取り組みを模索したものの2020年3月末には新型コロナウイルスに伴う南アフリカ国内全域でのロックダウン政策の為に全便の運航を停止。4月には全社員に当たる4700人を解雇し、資産を売却する方向であると報じられた。その後南アフリカ国内の投資家によるコンソーシアムが株式の過半数を取得する方向で合意し従業員を8割削減、機材は老朽化を踏まえ保有数を40機減の6機と大幅に縮小し国内線と近隣諸国への国際線のみで2021年9月から運航を再開した。

## 機材
破綻精算後エアバス機のみ運用している。

### 運用機材
| 機材             | 保有数 | 発注数 | 座席数 | 座席数 | 座席数 | 備考 |
| 機材             | 保有数 | 発注数 | C      | Y      | 計     | 備考 |
| ---------------- | ------ | ------ | ------ | ------ | ------ | ---- |
| エアバスA320-200 | 14     | -      | 24     | 114    | 138    |      |
| エアバスA320-200 | 14     | -      | -      | 186    | 186    |      |
| エアバスA330-300 | 2      | 2      | 46     | 203    | 259    |      |
| エアバスA340-300 | 2      | -      | 38     | 215    | 253    |      |
| 計               | 18     | 2      |        |        |        |      |

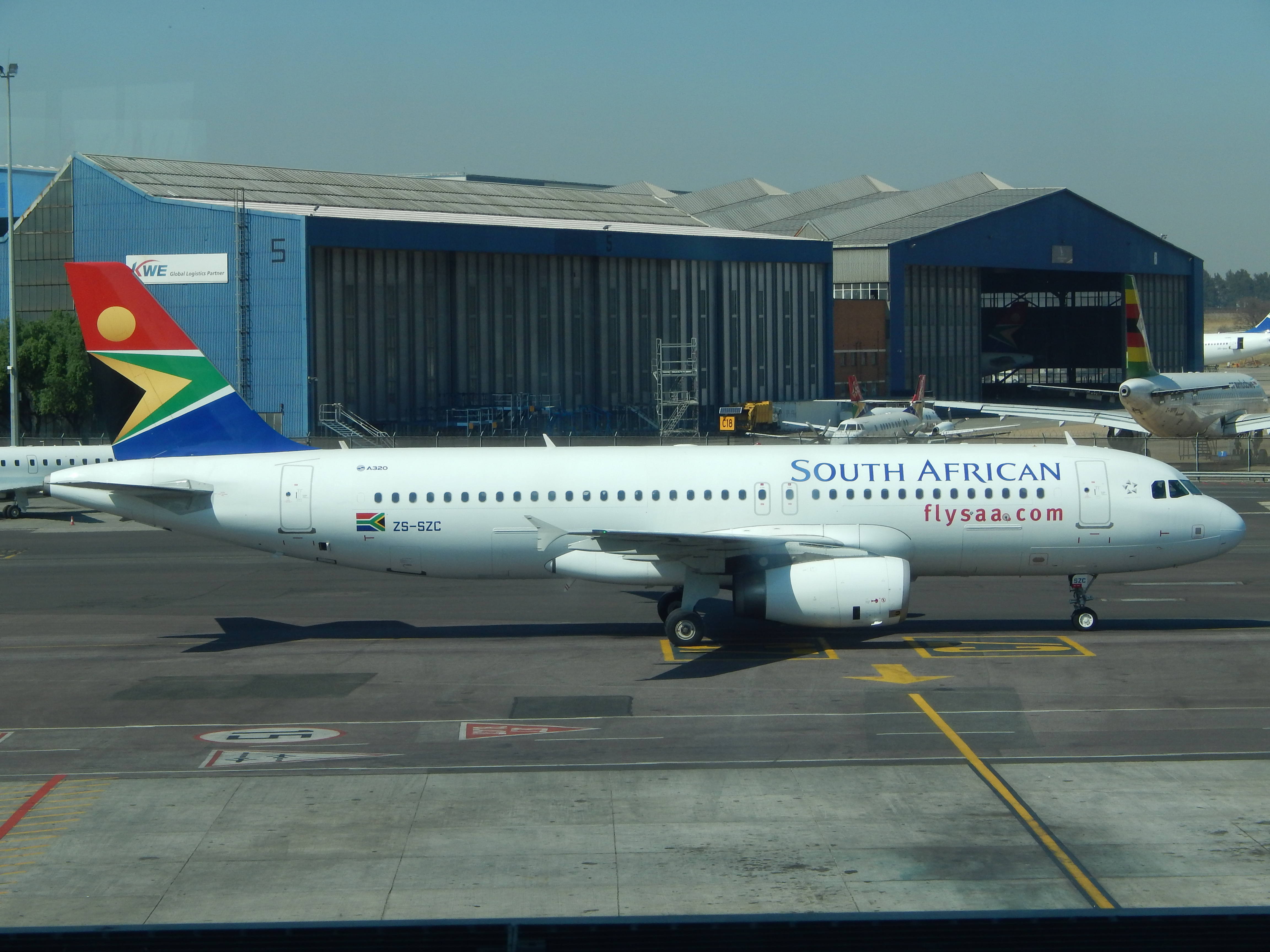
エアバスA320-200
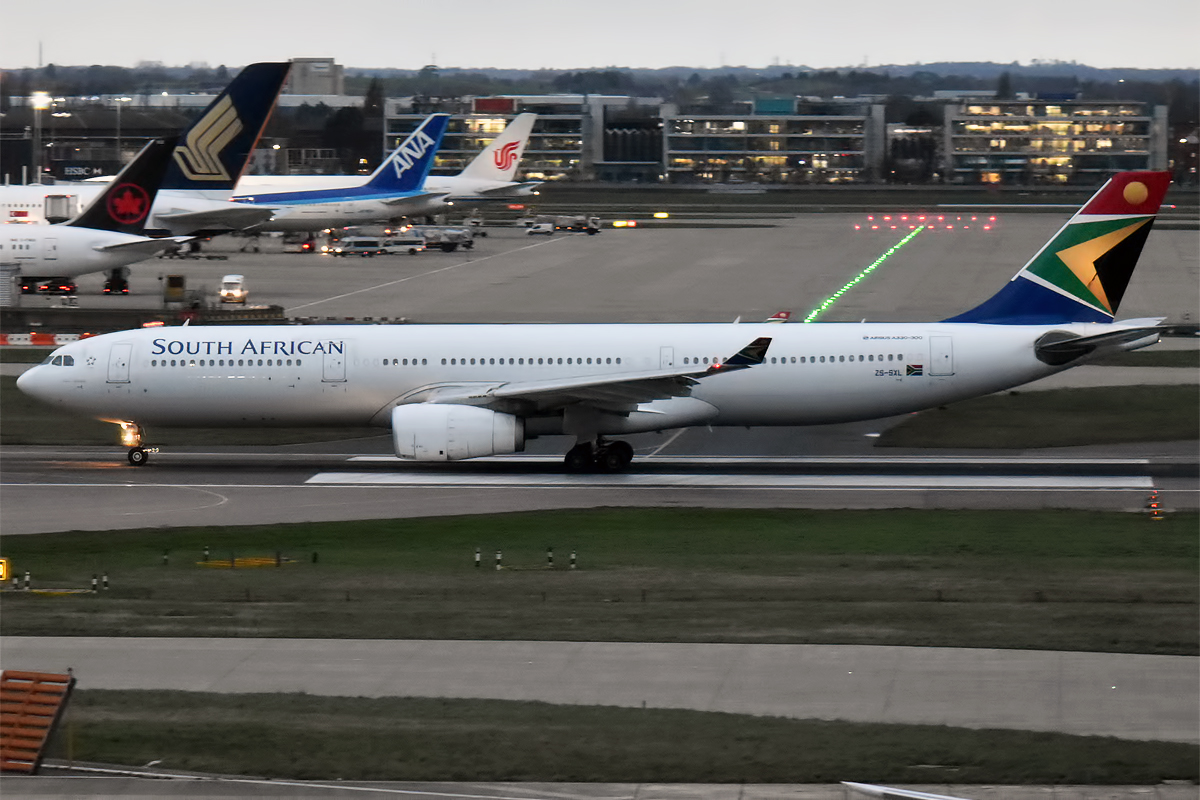
エアバスA330-300
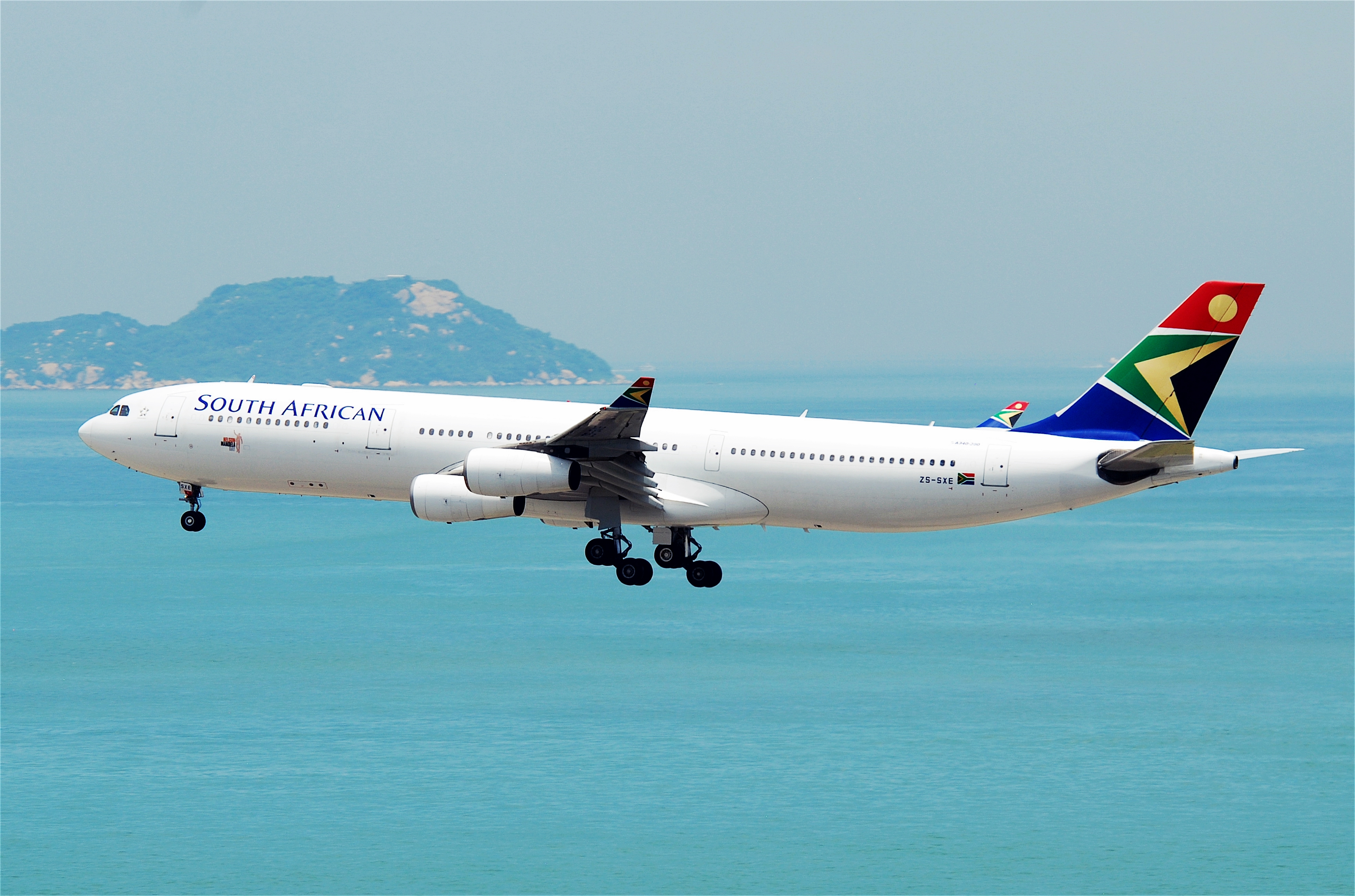
エアバスA340-300

### 退役機材
南アフリカ航空が発注したボーイング社製航空機の顧客番号（カスタマーコード）は44で、航空機の形式名は737-844などとなる（破綻前は資金やり繰りによりリース機材も多かったためほか型番機体もある）。
- エアバスA300B2/B4/C4
- エアバスA319-100
- エアバスA330-200
- エアバスA340-200/600
- エアバスA350-900:導入1年でリース返却
- エアスピード AS.6 エンボイ
- アブロ ヨーク
- ボーイング707-320
- ボーイング727-100/100C
- ボーイング737-200/200F/300SF
- ボーイング737-800:系列LCC/Mango精算により退役
- ボーイング747-200B/200M/200F/200SF
- ボーイング747-300
- ボーイング747-400
- ボーイング747SP
- ボーイング767-200ER
- デ・ハビランド DH.60 モス
- デ・ハビランド DH.104 ダブ
- デ・ハビランド DH.106 コメット
- ダグラス DC-3
- ダグラス DC-4
- ダグラス DC-7
- アブロ 748
- ユンカース F.13
- ユンカース Ju 52/3m
- ユンカース Ju 86
- ユンカース W.34
- ロッキード コンステレーション
- ロッキード L-18 ロードスター
- ビッカース ヴァイキング
- ビッカース バイカウント

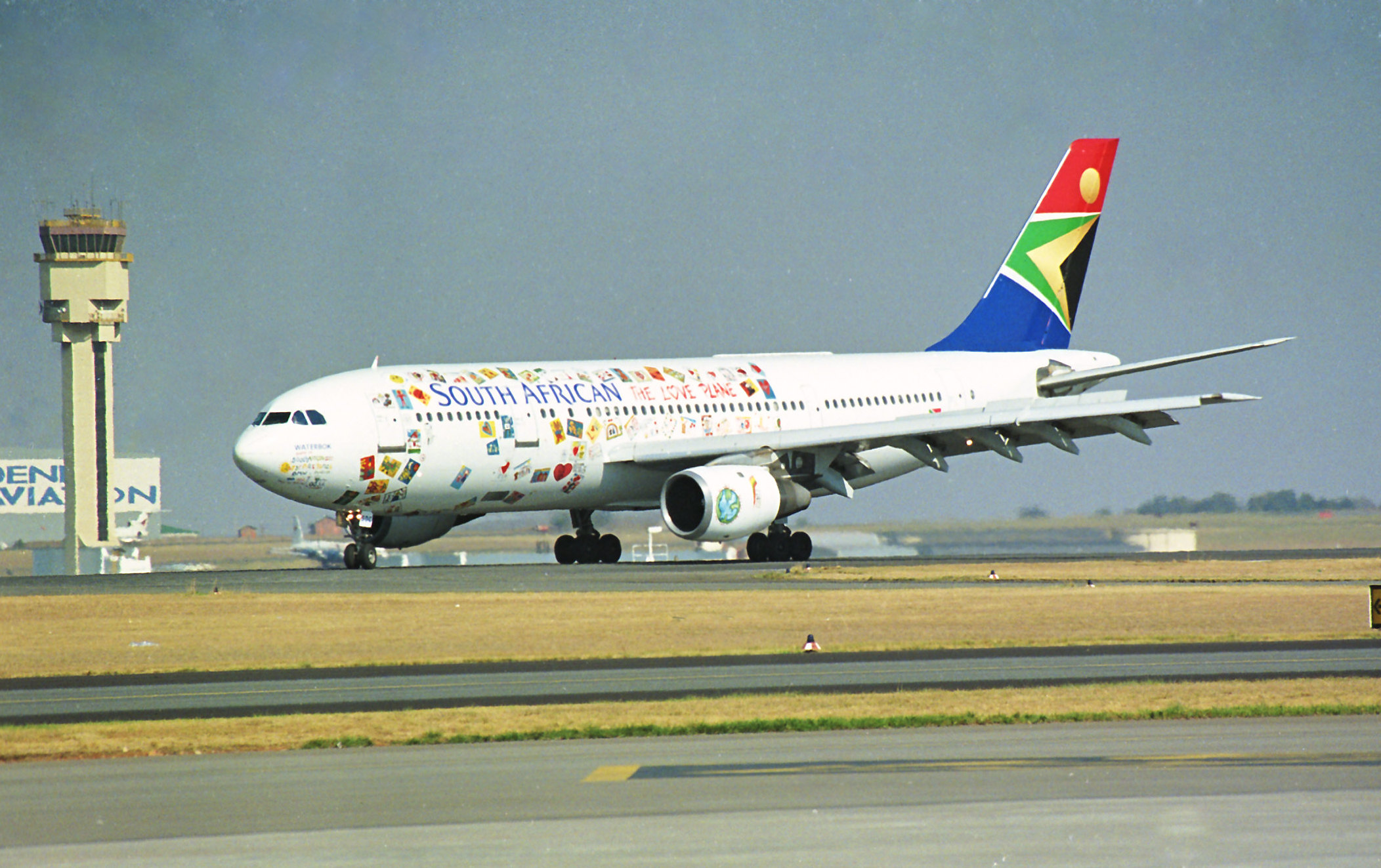
エアバスA300B2
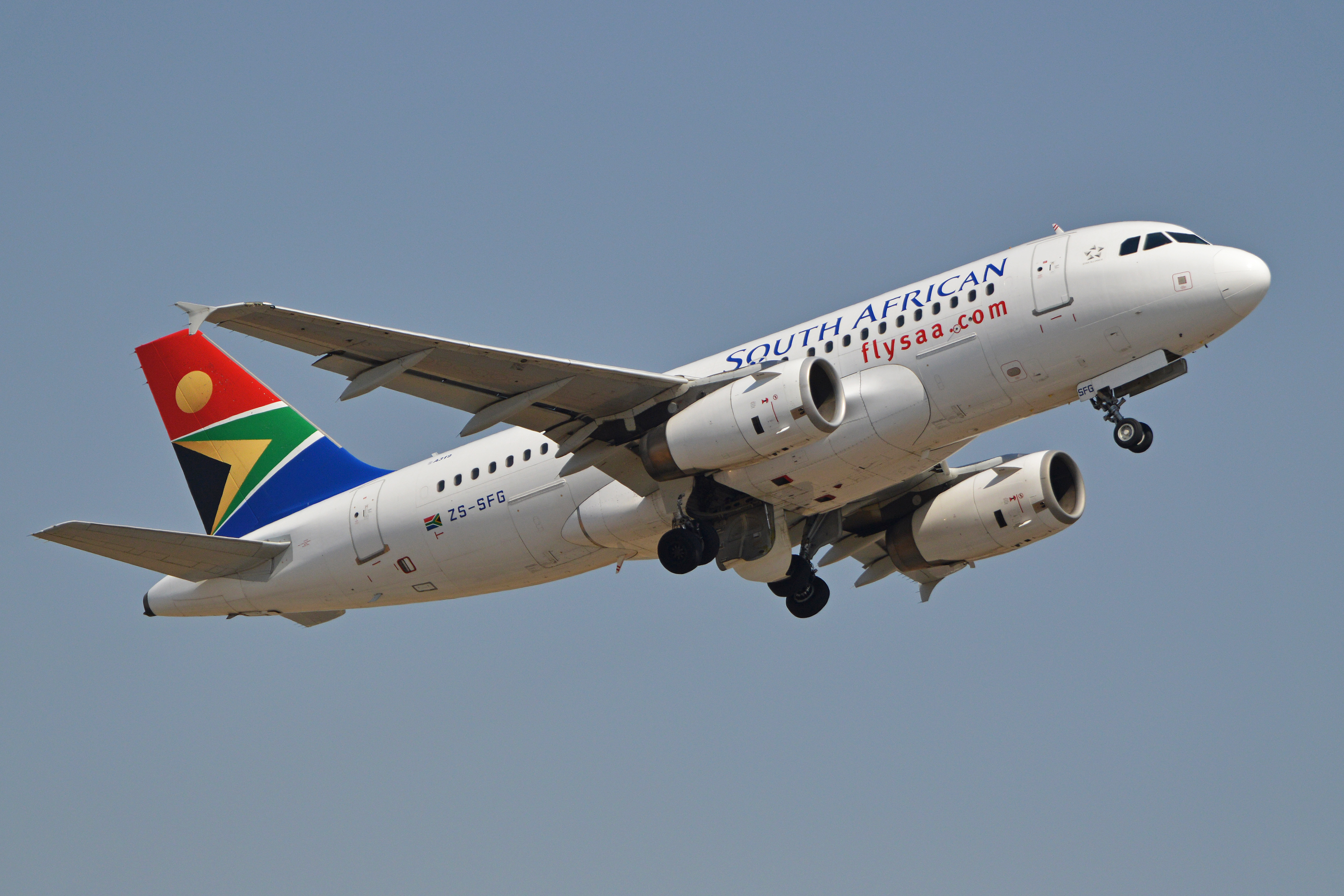
エアバスA319-100
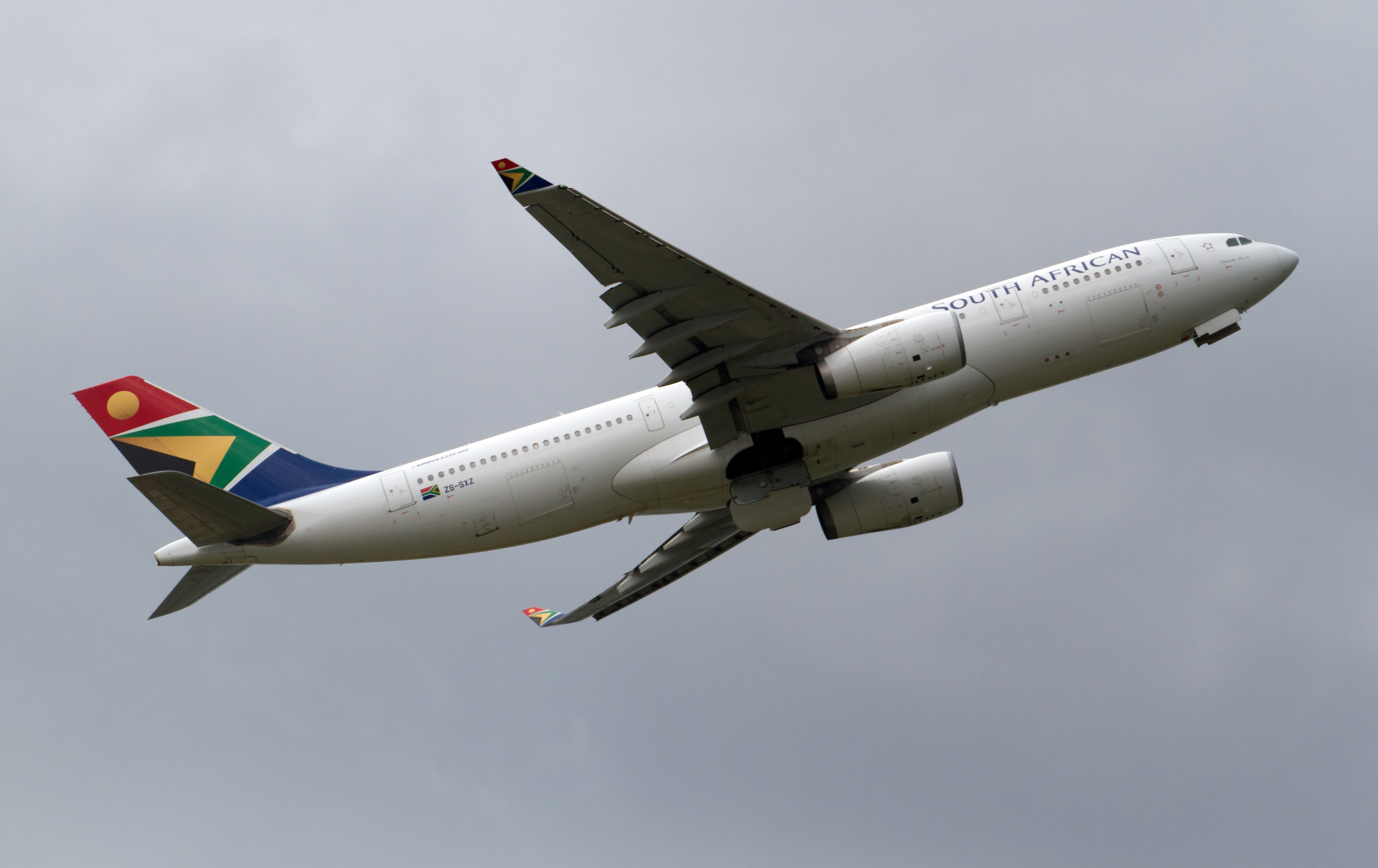
エアバスA330-200
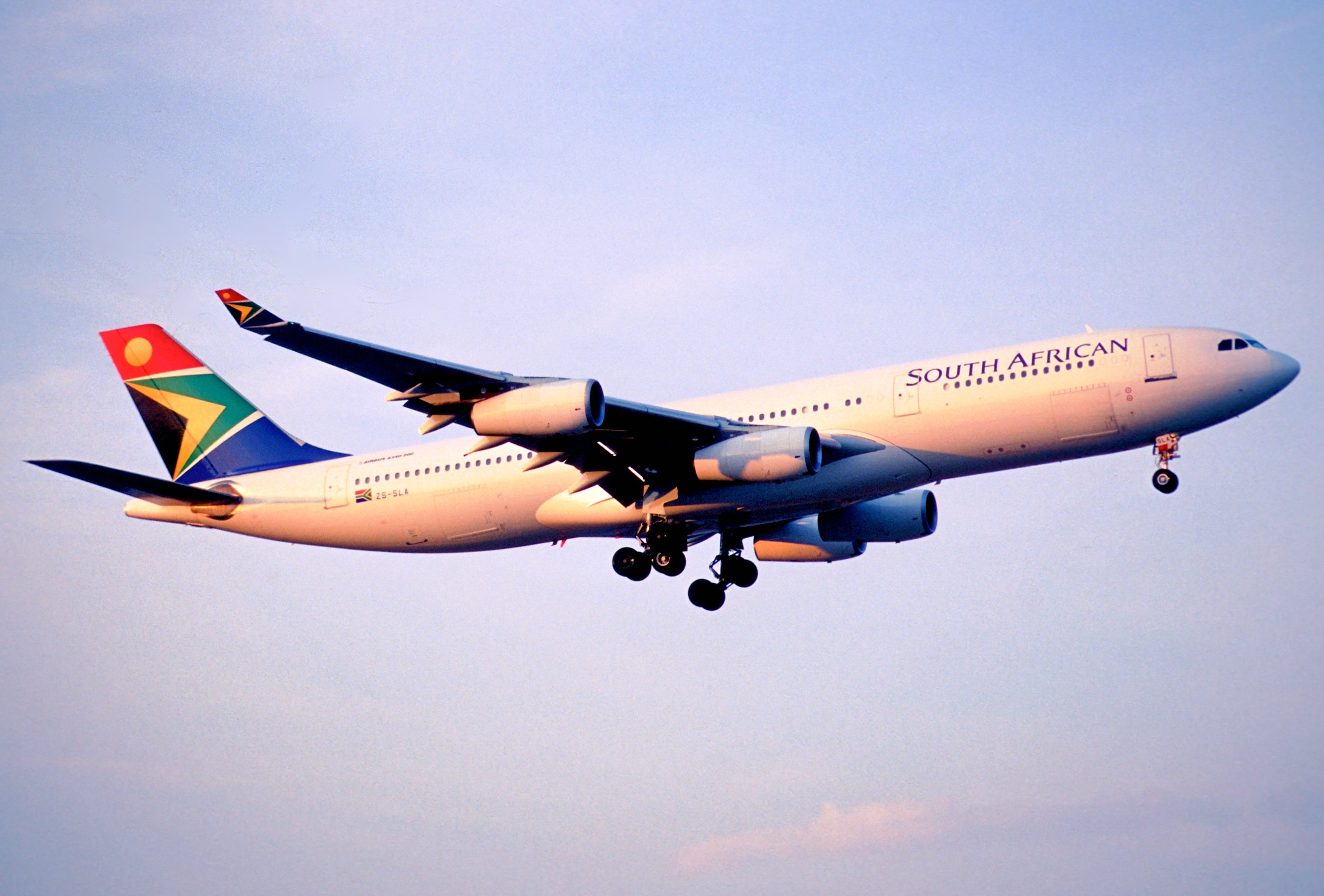
エアバスA340-200
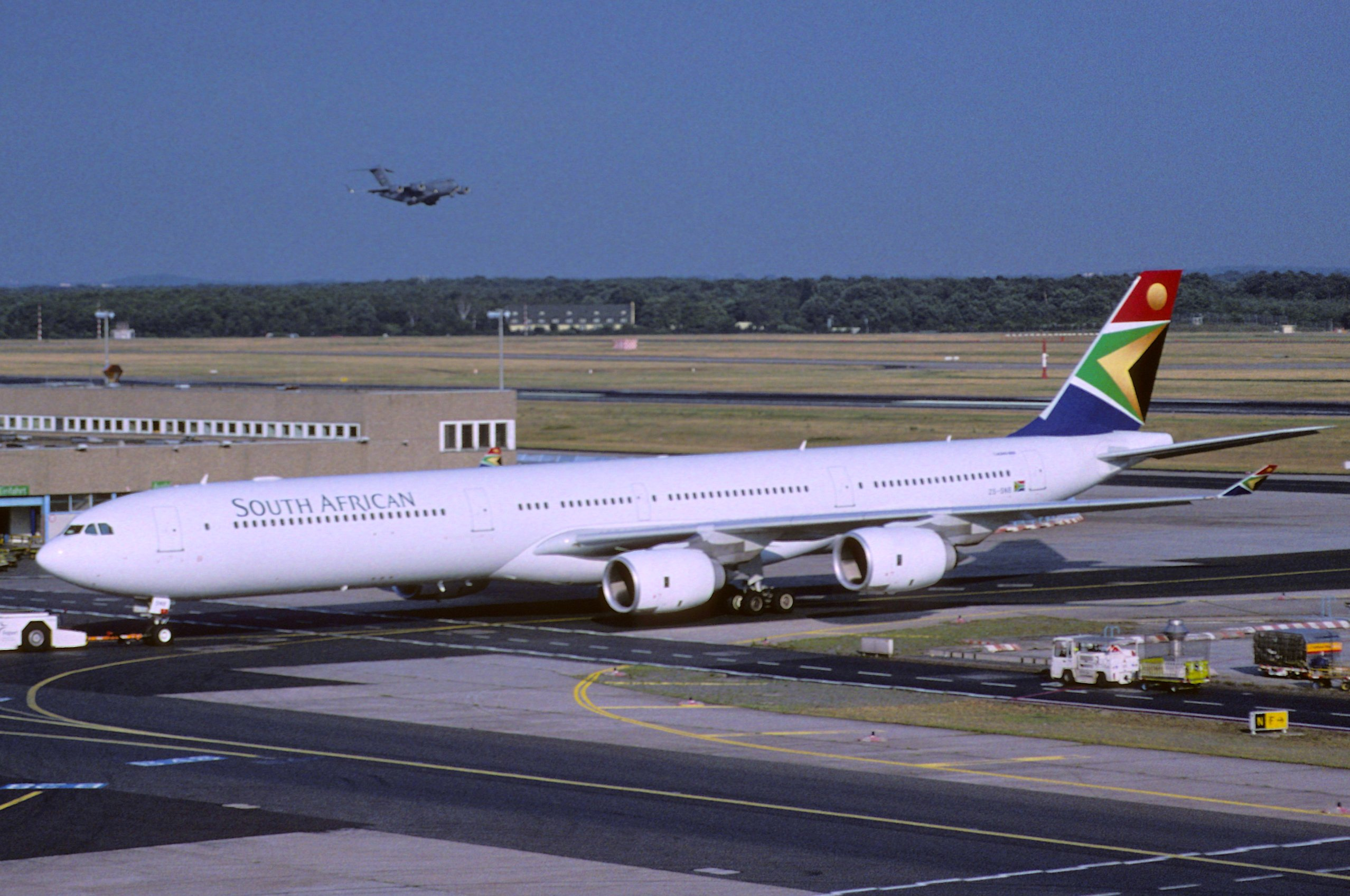
エアバスA340-600
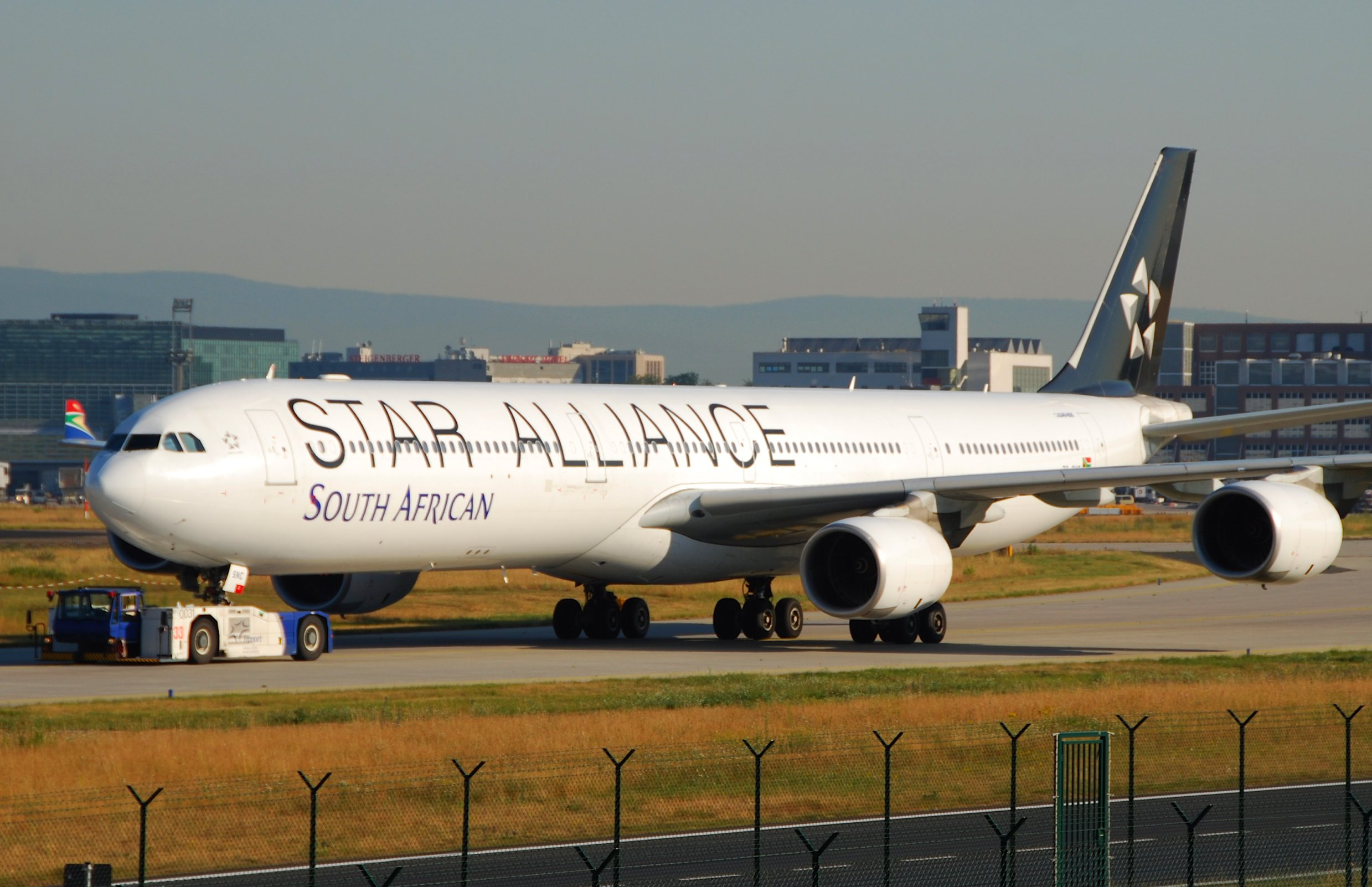
エアバスA340-600（スターアライアンス塗装）
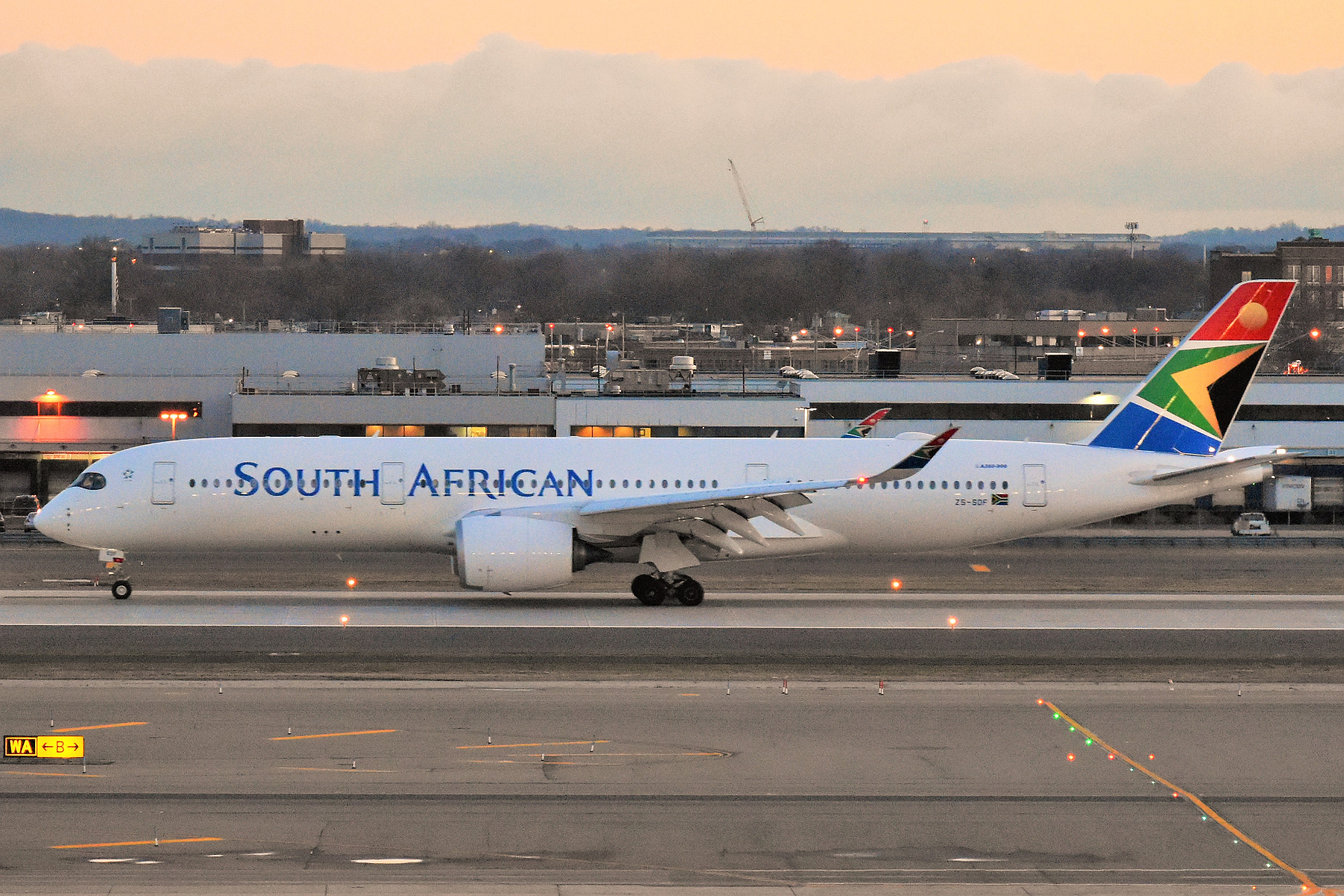
エアバスA350-900
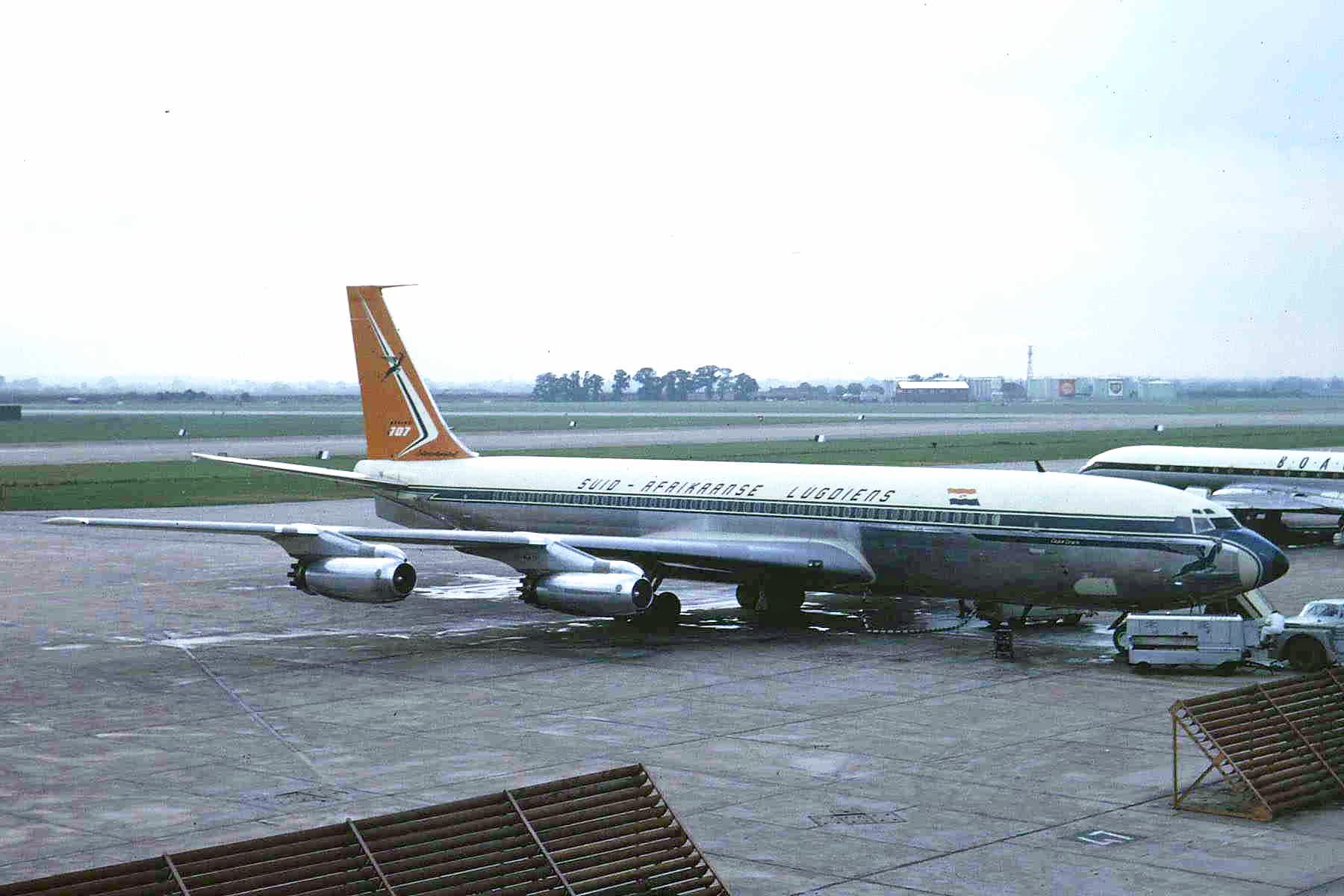
ボーイング707-320
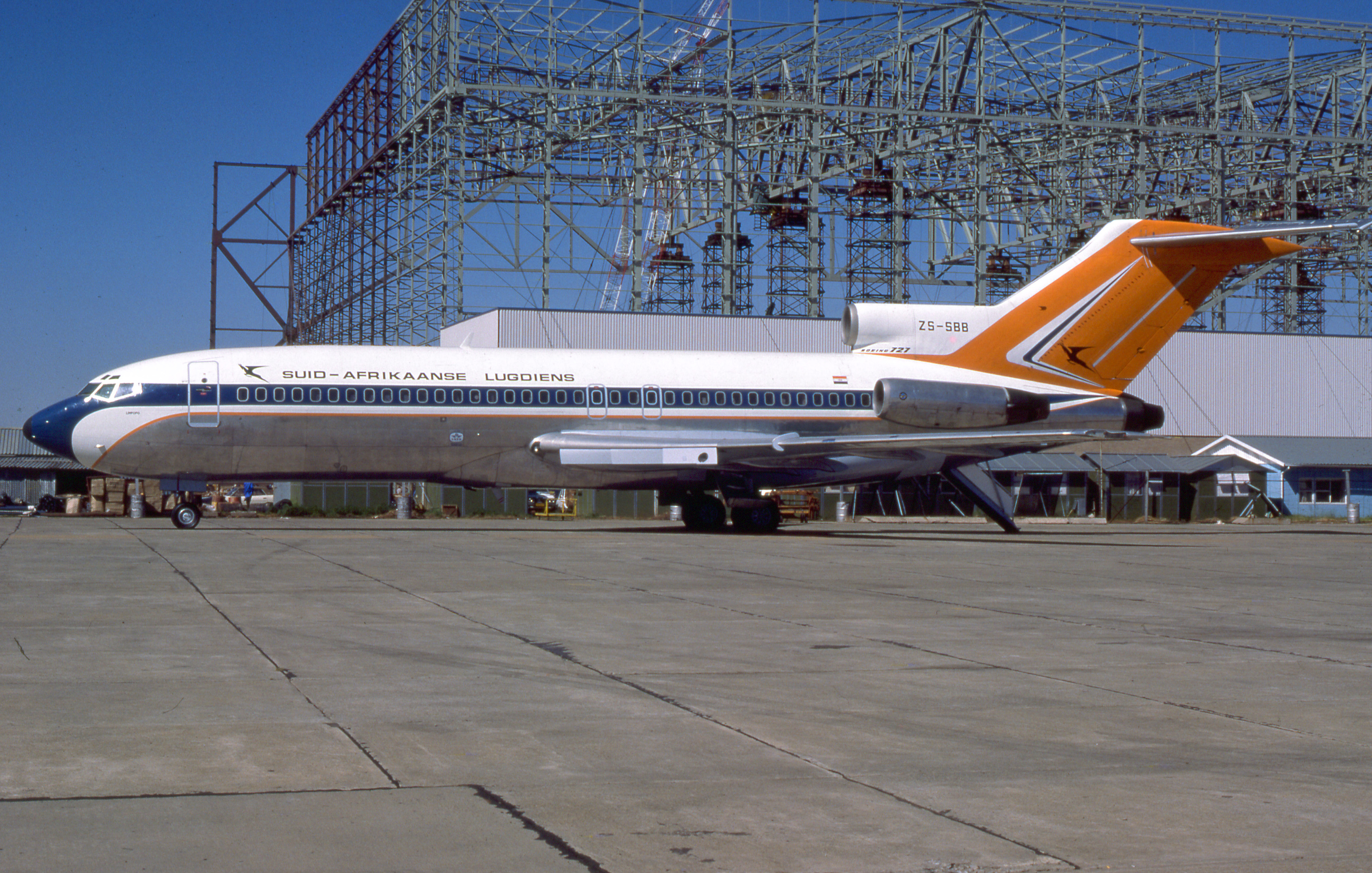
ボーイング727-100
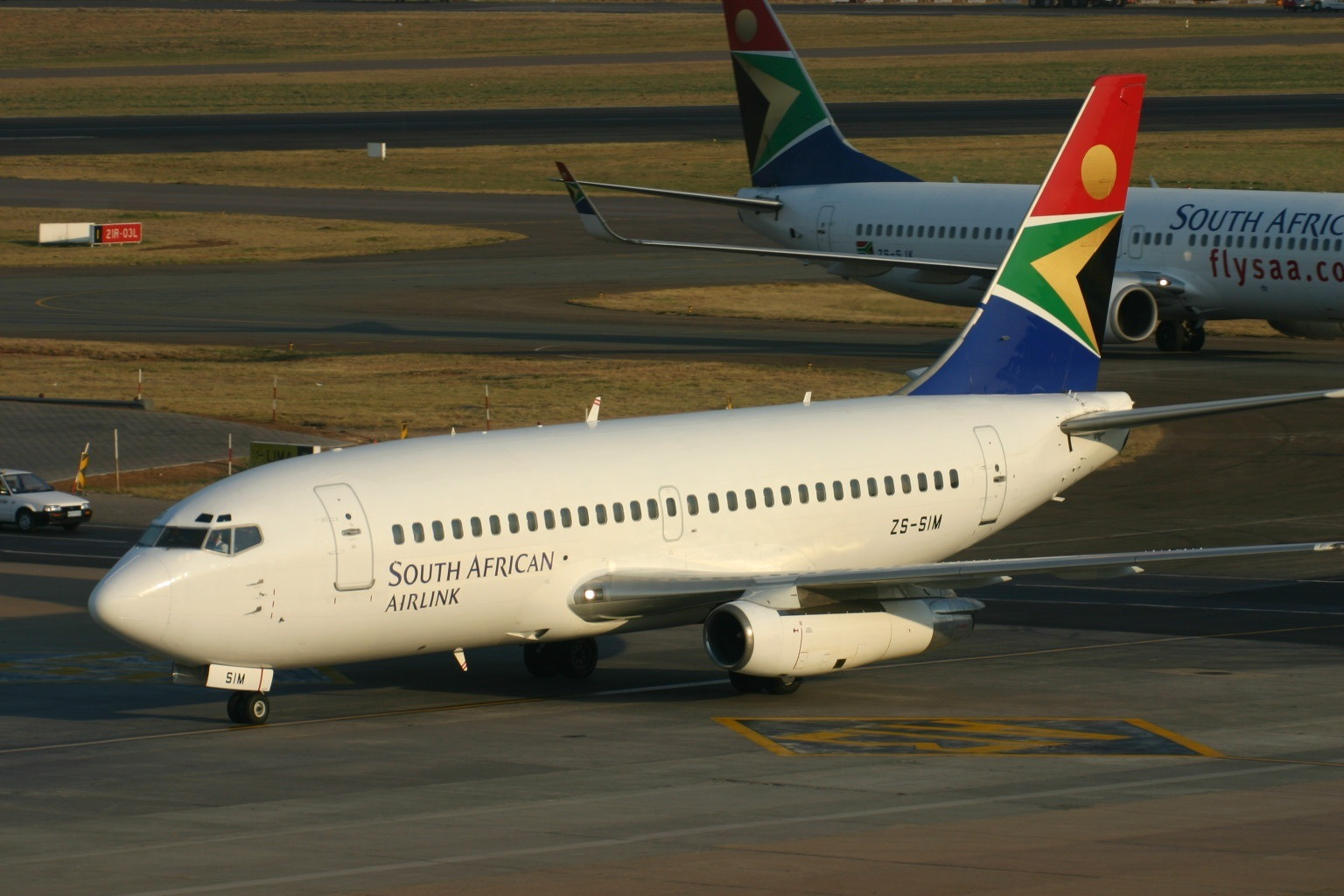
ボーイング737-200
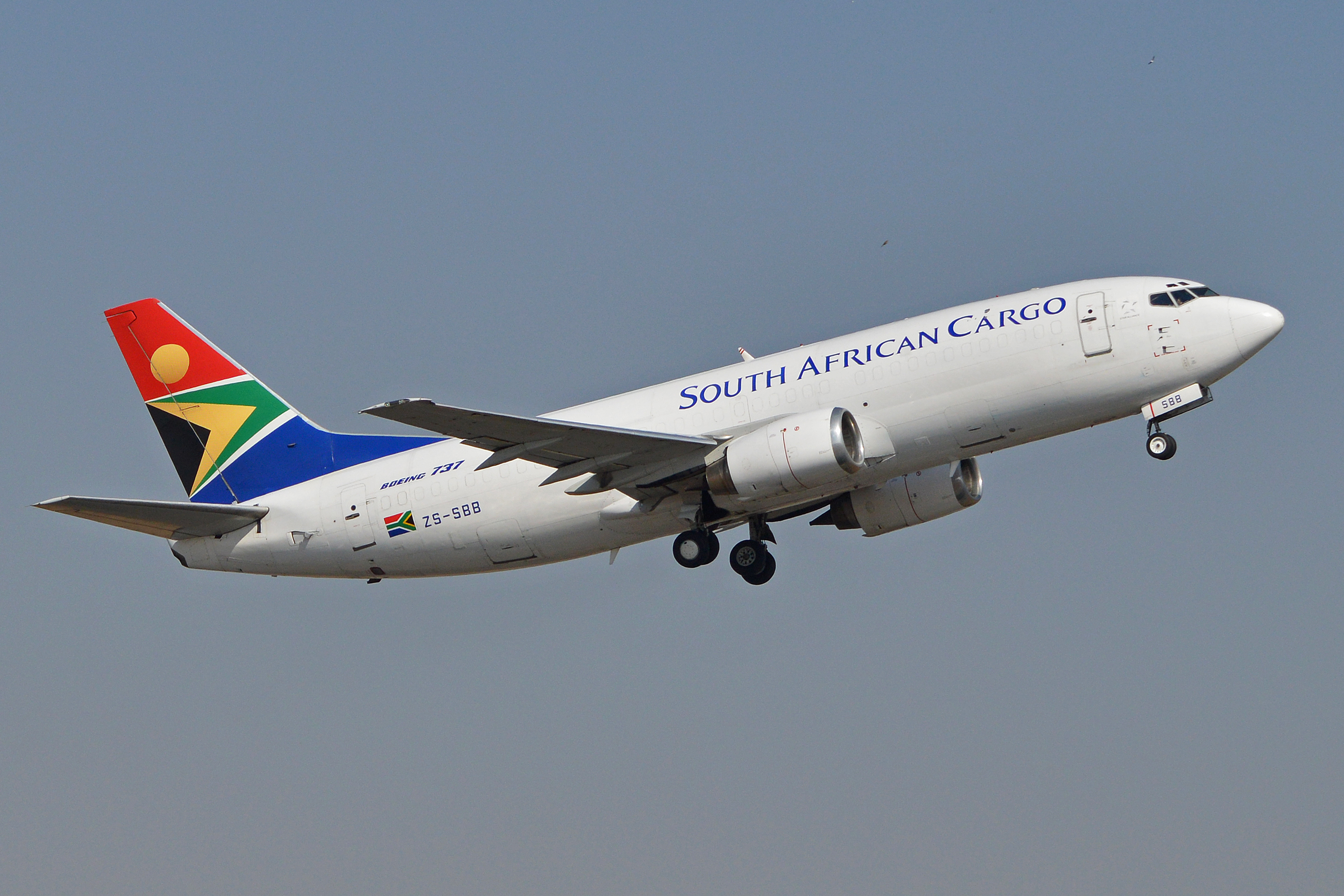
ボーイング737-300SF
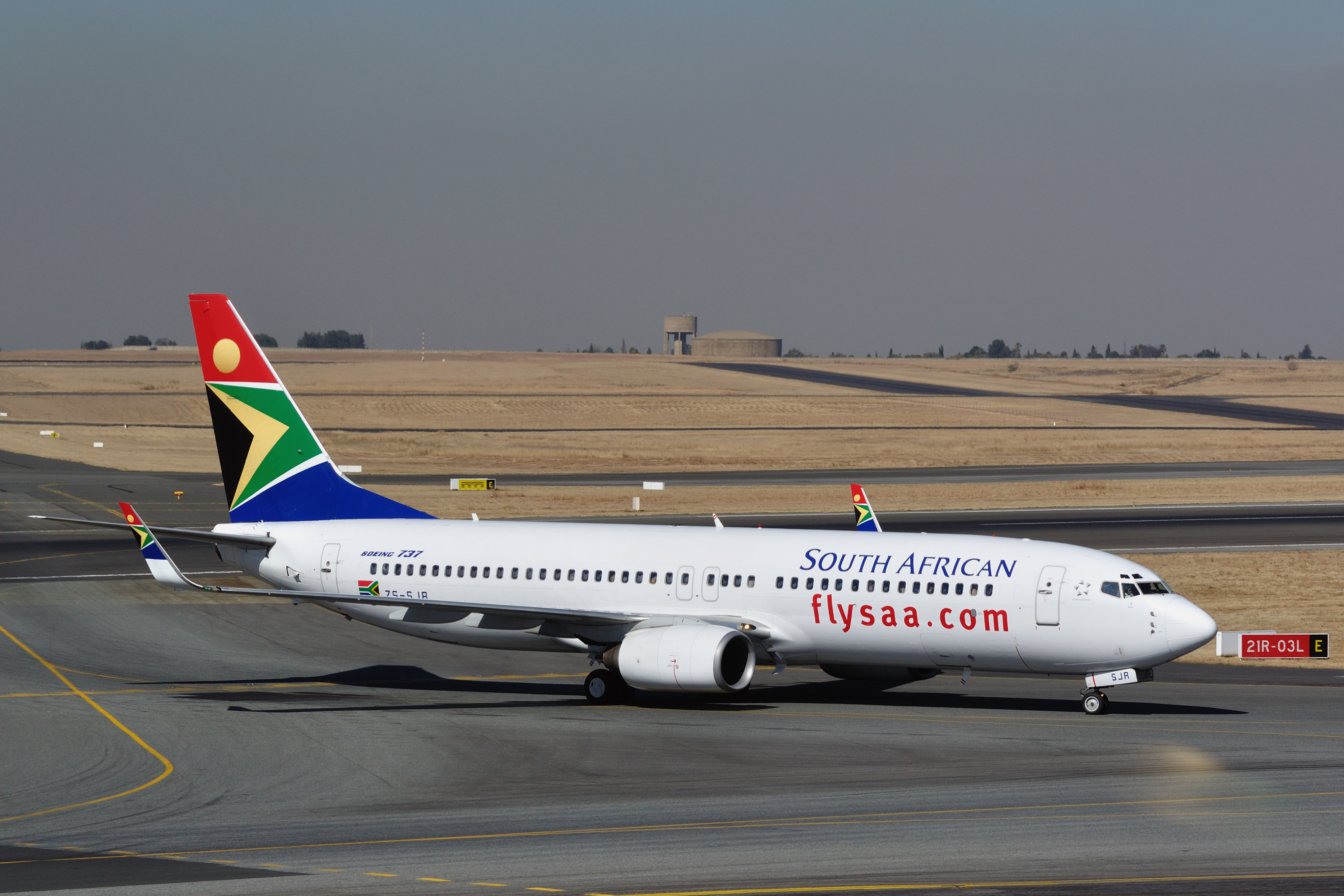
ボーイング737-800
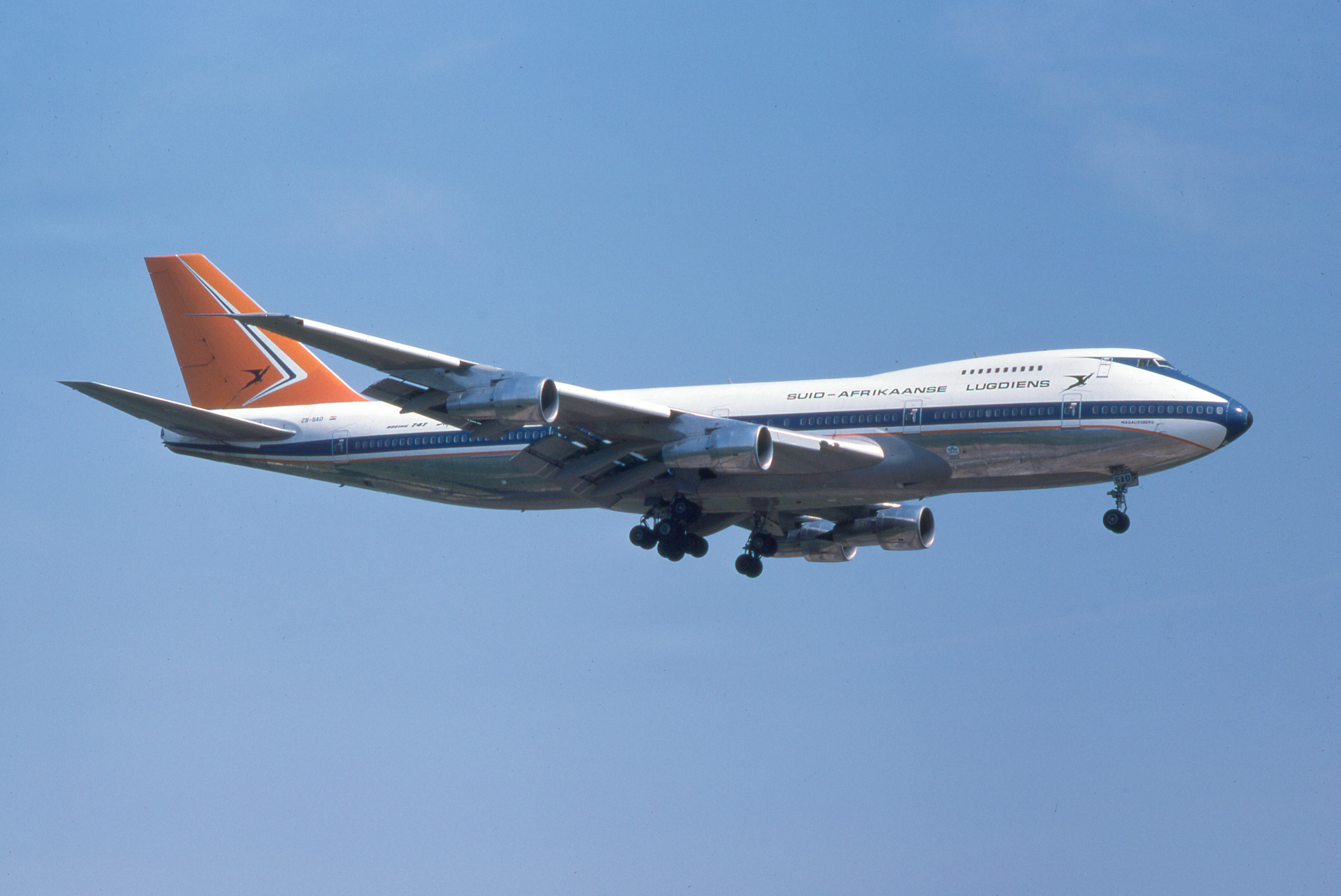
ボーイング747-200B
ボーイング747-300
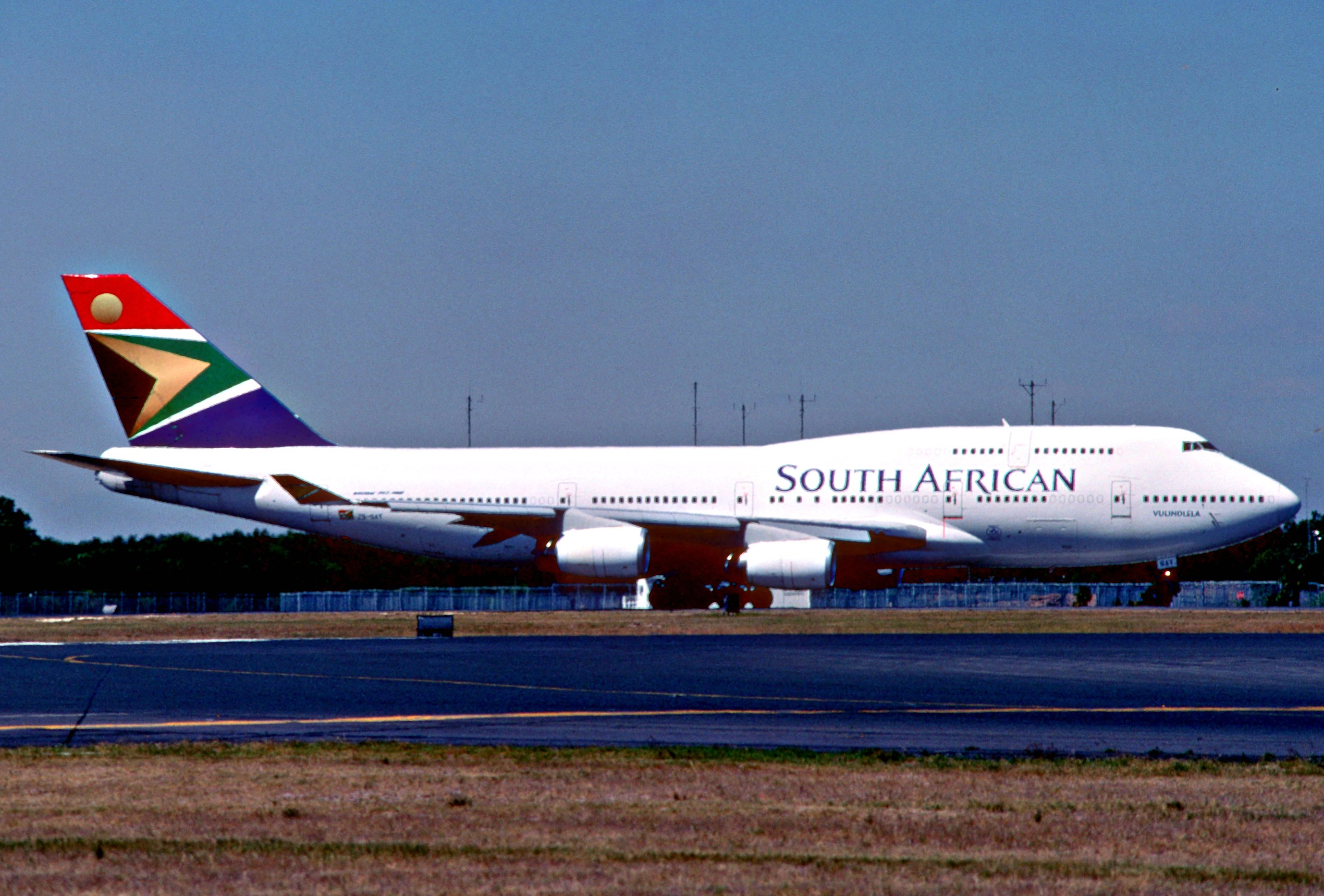
ボーイング747-400
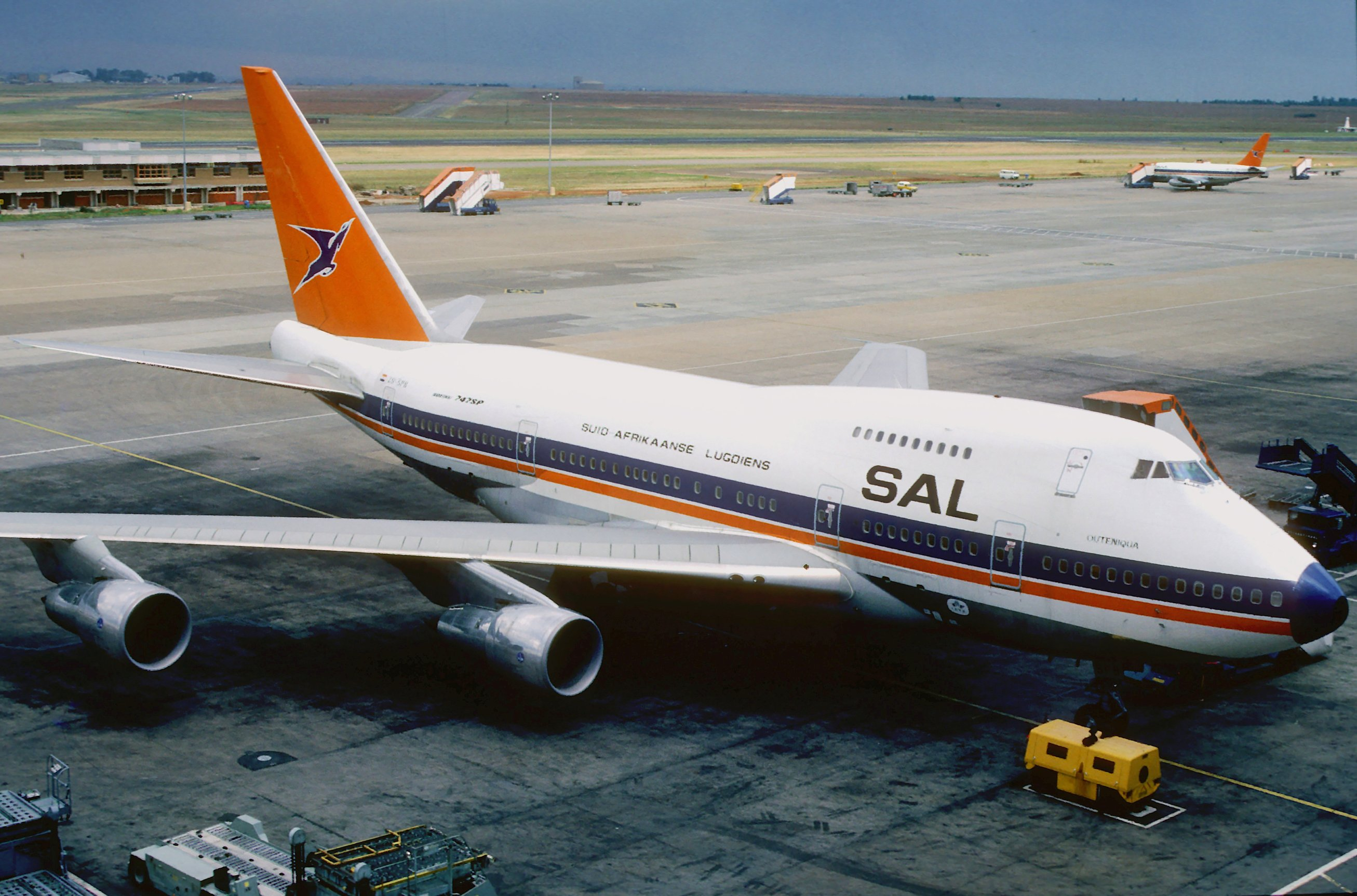
ボーイング747SP
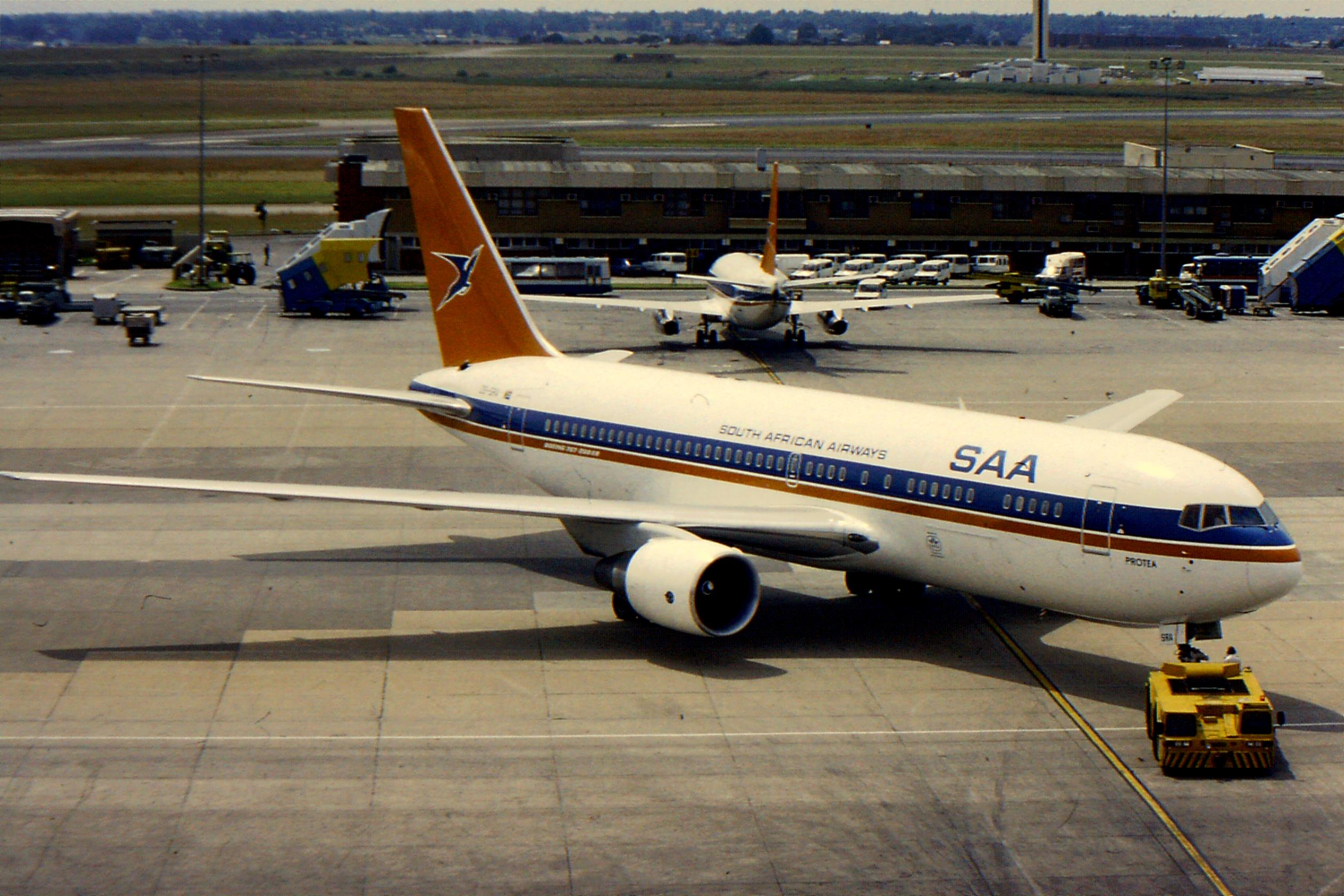
ボーイング767-200ER
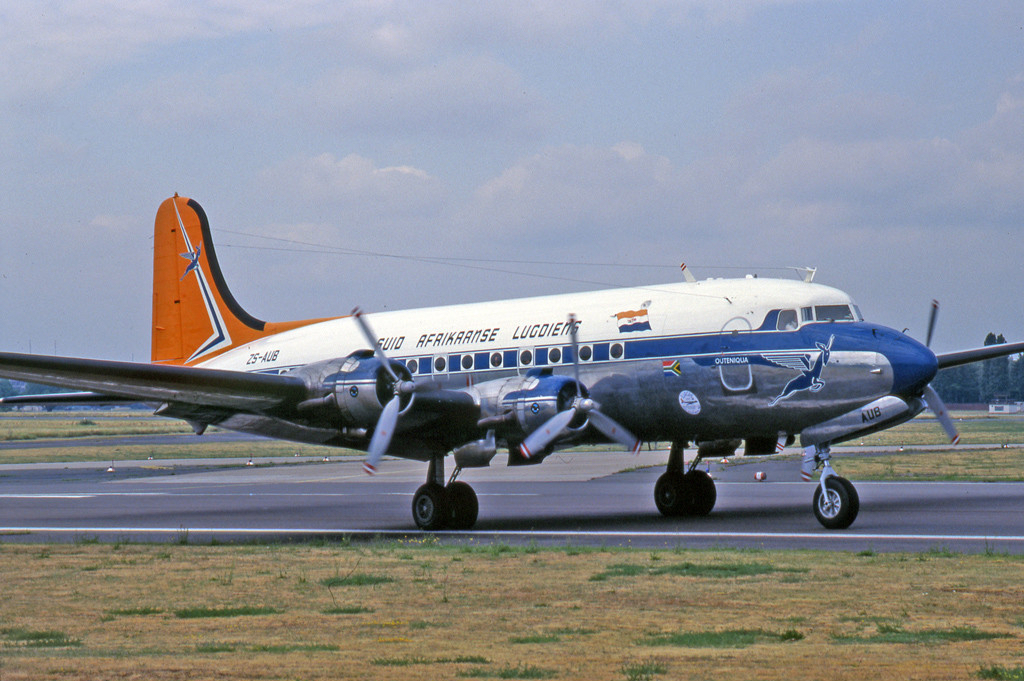
ダグラスDC-4
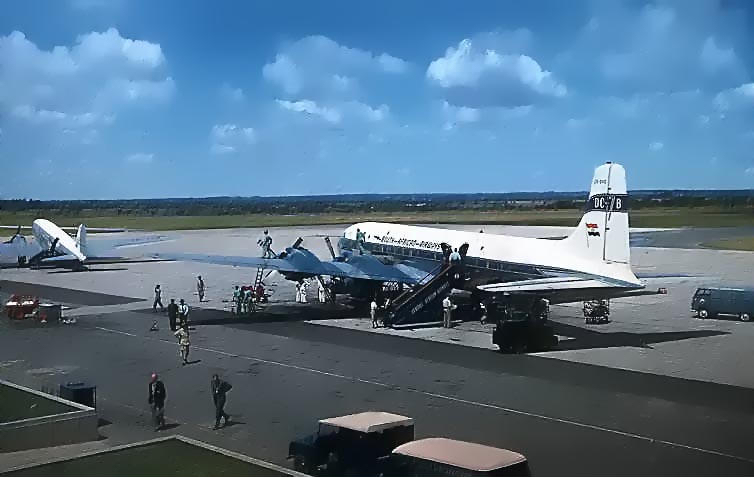
ダグラスDC-7
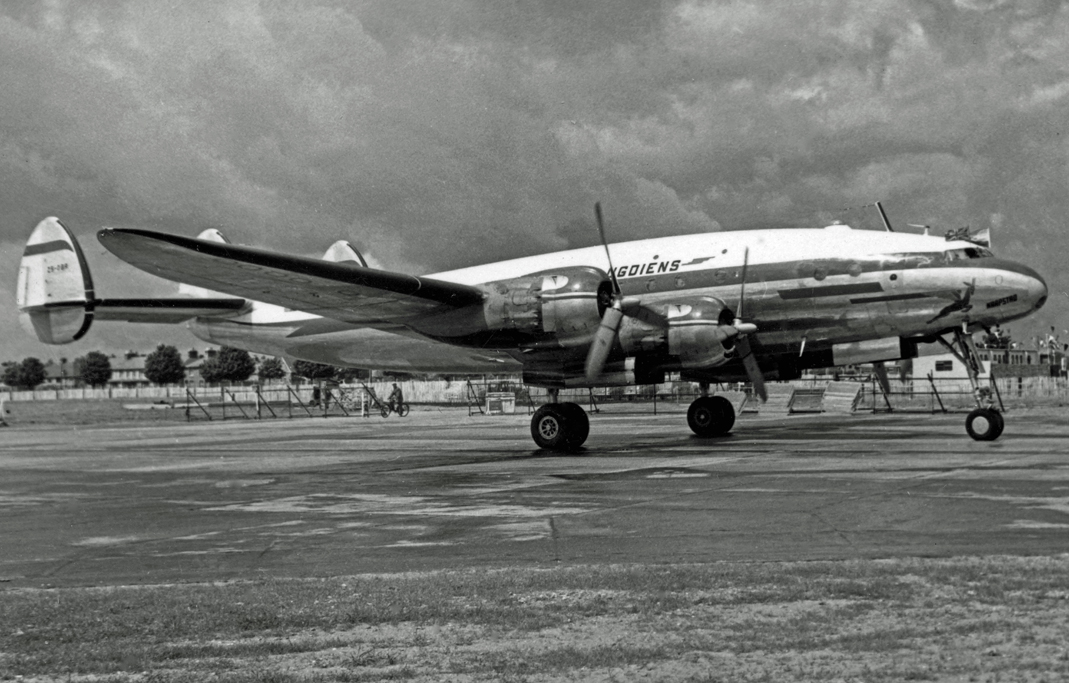
ロッキード L-749A コンステレーション

## 就航都市
国際線の多くは破綻及び会社清算により撤退しているが、2024年のパース線再開など一部運航権利は保持している模様。
| 南アフリカ航空 就航都市 (2024年現在) | 南アフリカ航空 就航都市 (2024年現在) | 南アフリカ航空 就航都市 (2024年現在)             | 南アフリカ航空 就航都市 (2024年現在)   |
| ------------------------------------ | ------------------------------------ | ------------------------------------------------ | -------------------------------------- |
| 国                                   | 都市                                 | 空港                                             | 備考                                   |
| 南アフリカ国内                       |                                      |                                                  |                                        |
| 南アフリカ共和国                     | ヨハネスブルグ                       | O・R・タンボ国際空港                             | ハブ空港                               |
| 南アフリカ共和国                     | ケープタウン                         | ケープタウン国際空港                             | ハブ空港                               |
| 南アフリカ共和国                     | ダーバン                             | キング・シャカ国際空港                           |                                        |
| 南アフリカ共和国                     | ポートエリザベス                     | ポートエリザベス国際空港                         |                                        |
| 南部アフリカ近隣諸国                 |                                      |                                                  |                                        |
| ナミビア                             | ウィンドフック                       | ウィンドフック・ホセア・クタコ国際空港           |                                        |
| ザンビア                             | ルサカ                               | ルサカ国際空港                                   |                                        |
| ジンバブエ                           | ハラレ                               | ハラレ国際空港                                   |                                        |
| ジンバブエ                           | ヴィクトリアフォールズタウン         | ヴィクトリアフォールズ空港                       |                                        |
| 西アフリカ                           |                                      |                                                  |                                        |
| コートジボワール                     | アビジャン                           | フェリックス・ウフェ＝ボワニ国際空港             |                                        |
| ガーナ                               | アクラ                               | コトカ国際空港                                   |                                        |
| ナイジェリア                         | ラゴス                               | ムルタラ・モハンマド国際空港                     |                                        |
| 中央アフリカ                         |                                      |                                                  |                                        |
| コンゴ民主共和国                     | キンシャサ                           | ヌジリ国際空港                                   |                                        |
| 東アフリカ                           |                                      |                                                  |                                        |
| モーリシャス                         | ポートルイス                         | サー・シウサガル・ラングーラム国際空港           |                                        |
| ヨーロッパ                           |                                      |                                                  |                                        |
| 北アメリカ                           |                                      |                                                  |                                        |
| 南アメリカ                           |                                      |                                                  |                                        |
| ブラジル                             | サンパウロ                           | グアルーリョス国際空港                           |                                        |
| オセアニア                           |                                      |                                                  |                                        |
| オーストラリア                       | パース                               | パース空港                                       | 2024年4月28日から A340-300にて運航再開 |
| 休・廃止路線                         |                                      |                                                  |                                        |
| 南アフリカ共和国                     | イースト・ロンドン                   | イースト・ロンドン空港                           |                                        |
| ザンビア                             | リヴィングストン                     | リヴィングストン空港                             |                                        |
| ナイジェリア                         | アブジャ                             | ンナムディ・アジキウェ国際空港                   |                                        |
| セネガル                             | ダカール                             | レオポール・セダール・サンゴール国際空港         |                                        |
| アンゴラ                             | ルアンダ                             | クアトロ・デ・フェベレイロ空港                   |                                        |
| カメルーン                           | ドゥアラ                             | ドゥアラ国際空港                                 |                                        |
| ガボン                               | リーブルヴィル                       | リーブルヴィル国際空港                           |                                        |
| ケニア                               | ナイロビ                             | ジョモ・ケニヤッタ国際空港                       |                                        |
| マラウイ                             | リロングウェ                         | リロングウェ国際空港                             |                                        |
| マラウイ                             | ブランタイヤ                         | チレカ国際空港                                   |                                        |
| モザンビーク                         | マプト                               | マプト国際空港                                   |                                        |
| タンザニア                           | ダルエスサラーム                     | ジュリウス・ニエレレ国際空港                     |                                        |
| タンザニア                           | ウングジャ島                         | ザンジバル国際空港                               |                                        |
| ウガンダ                             | エンテベ                             | エンテベ国際空港                                 |                                        |
| ドイツ                               | フランクフルト                       | フランクフルト空港                               |                                        |
| ドイツ                               | ミュンヘン                           | ミュンヘン国際空港                               |                                        |
| イギリス                             | ロンドン                             | ロンドン・ヒースロー空港                         |                                        |
| オーストラリア                       | シドニー                             | シドニー国際空港                                 |                                        |
| インド                               | ムンバイ                             | チャットラパティー・シヴァージー国際空港         |                                        |
| タイ                                 | バンコク                             | ドンムアン国際空港                               |                                        |
| 中国                                 | 北京                                 | 北京首都国際空港                                 |                                        |
| 香港                                 | 香港                                 | 香港国際空港                                     |                                        |
| 中華民国                             | 台北                                 | 桃園国際空港                                     |                                        |
| 日本                                 | 大阪・関空                           | 関西国際空港                                     |                                        |
| アメリカ合衆国                       | ニューヨーク                         | ジョン・F・ケネディ国際空港                      |                                        |
| アメリカ合衆国                       | ワシントンD.C.                       | ワシントン・ダレス国際空港                       |                                        |
| アメリカ合衆国                       | アトランタ                           | ハーツフィールド・ジャクソン・アトランタ国際空港 |                                        |
| アメリカ合衆国                       | マイアミ                             | マイアミ国際空港                                 |                                        |
| アルゼンチン                         | ブエノスアイレス                     | エセイサ国際空港                                 |                                        |

かつてバンコク経由で関西国際空港（関空）に就航していたことがある。1997年4月から週2便で就航を開始、1997年10月にはJALとのコードシェア便となり、羽田空港からの乗継も考慮されるようになった。しかし、わずか2年後の1999年1月、運輸省（現国土交通省）による日系エアライン保護のため、日本-第3国経由地（この場合タイ/バンコク間）との航空券の販売許可（以遠権）を出さなかったため、収益が上がらないとして廃止された。
その後、スターアライアンス加盟によりアライアンスによるコードシェアをANAと実施し、香港乗り継ぎ便を確保したが日本への自社路線乗り入れ出来る状況を待ち、日本路線再就航に意欲を見せていた。その後、新型コロナウイルスによる経営の悪化のため路線網の見直しが進み、香港便も2020年2月29日で運航を停止となった。

## 事故
- 南アフリカ航空201便墜落事故
- 南アフリカ航空228便墜落事故
- 南アフリカ航空295便墜落事故